# بيثاني روني
بيثاني روني (بالإنجليزية: Bethany Rooney)‏ هي مخرجة أمريكية، ولدت في 1950.

## وصلات خارجية
- بيثاني روني على موقع IMDb (الإنجليزية)
- بيثاني روني على موقع ألو سيني (الفرنسية)
- بيثاني روني على موقع أول موفي (الإنجليزية)
- بيثاني روني على موقع قاعدة بيانات الأفلام السويدية (السويدية)
- بيثاني روني على موقع قاعدة بيانات الفيلم (الإنجليزية)
- بيثاني روني على موقع كينوبويسك (الروسية)